# Сафет Исович
Сафет Исович (на босненски: Safet Isović) е сред най-известните бошняшки певци в стила „севдалинка“.
Умира през 2007 година в Сараево.

## Музикални клипове
- Босно моя
- Sve behara
- Rijeko Bosno
- Nigdje zore ni bijela dana
- Djevojka sokolu
- Ja u klin, ti u plocu
- Mujo kuje – много специфична за жанра
- Moj dilbere